# Bảo tàng Truyền thống Độc lập ở Łódź
Bảo tàng Truyền thống Độc lập ở Łódź (tiếng Ba Lan: Muzeum Tradycji Niepodległościowych w Łodzi) là một bảo tàng tọa lạc tại số 13 Phố Gdańska, Łódź, Ba Lan.

## Lịch sử hình thành
Bảo tàng Truyền thống Độc lập ở Łódź là bảo tàng lịch sử hoạt động lâu nhất ở Łódź, được thành lập vào ngày 8 tháng 7 năm 1958 với tên gọi "Bảo tàng Lịch sử của Phong trào Cách mạng". Trụ sở của Bảo tàng là tòa nhà được xây dựng vào các năm 1883–1885 ở Phố Długa (nay là Phố Gdańsk). Ngày 1 tháng 1 năm 1990, trên cơ sở các bộ sưu tập của Bảo tàng Lịch sử Phong trào Cách mạng, nhưng với quy chế và mục tiêu hoạt động thay đổi, "Bảo tàng Truyền thống Độc lập ở Łódź" (MTN-Łódź) được thành lập.
Năm 2019, Bảo tàng Truyền thống Độc lập ở Łódź được trao tặng Huy chương Bạc Huy chương công trạng về văn hóa - Gloria Artis.

## Triển lãm
Vì Bảo tàng Truyền thống Độc lập ở Łódź thừa kế Bảo tàng Lịch sử của Phong trào Cách mạng (1959–1990) nên Bảo tàng có một bộ sưu tập đồ sộ về tài liệu, ảnh và nghệ thuật (tranh, tác phẩm điêu khắc, đồ họa) từ thời kỳ cộng sản. Các bộ sưu tập của Bảo tàng cũng bao gồm nhiều tài liệu độc đáo về lịch sử của Łódź và các vùng xung quanh.